# Apteryx littoralis
Apteryx littoralis (que significa "kiwi de la orilla") es una especie extinta de kiwi de la Isla Norte de Nueva Zelanda. 

## Descubrimiento
La especie se describió por primera vez en 2021 basándose en el holotipo (NMNZ S.36731), un tarsometatarso izquierdo completo descubierto en 1998 cerca de Marton, Isla Norte de Nueva Zelanda.Se encontró en un estrato de la Formación Rangitikei conocido como Kaimatira Pumice Sand, del Calabriense (segunda edad del Pleistoceno).
El holotipo NMNZ S.36731 se comparó con 161 tarsometatarsos de otras especies de kiwi existentes y finalmente la especie Apteryx littoralis fue nombrada y descrita por Tennyson y Tomotani en 2021.

## Descripción
A. littoralis es el segundo registro más antiguo de kiwis conocido hasta la fecha y también es la única especie extinta conocida que pertenece al género Apteryx y es una de las dos especies de kiwi extintas conocidas, la otra es Proapteryx micromeros. 
A. littoralis se parece más a A. rowi y A. mantelli en tamaño y forma, pero difiere en que es más robusto, con extremos proximal y distal proporcionalmente más estrechos. A. littoralis probablemente tenía aproximadamente el mismo tamaño que A. mantelli, alrededor de 40 centímetros de alto completamente desarrollado. Por ello, A. littoralis demuestra una morfología de kiwi relativamente conservadora desde mediados del Pleistoceno.

## Paleobiología
Según el lugar donde se descubrió el holotipo, Apteryx littoralis probablemente estaba restringido a una región costera debido a la actividad volcánica en el centro de la isla Norte, restringiendo su área de distribución y hábitat a una pequeña región de la isla.

## Extinción
Se desconoce cuándo se extinguió A. littoralis, aunque desaparece del registro fósil hace unos 771.000 años, al final del piso Calabriense del Pleistoceno. Esto probablemente se deba a que las rocas de la Formación Rangitikei, donde se descubrió A. littoralis, dejaron de depositarse después del Calabriense.